# Can Camps (Carrer d'Avall)
Can Camps és un edifici a Anglès catalogat a l'Inventari del Patrimoni Arquitectònic de Catalunya. En origen Can Camps havia estat un antic hostal, situat com és lògic, a peu de camí, en el que llavors era l'entrada de la pobla. Seria en aquest indret, al final del carrer d'Avall, conegut com "la pujada d'en Grau", on probablement hi hauria el portal de Santa Magdalena, és a dir el segon portal que permetria accedir al castell d'Anglès.

## Arquitectura
Es tracta d'un casal de grans dimensions de dues plantes i golfes, entre mitgeres, cobert amb una teulada a dues aigües de vessants a façana i cornisa catalana. El seu emplaçament és al costat esquerre del carrer d'Avall. Es tracta d'un immoble que respon a la tipologia de casal gòtic.
La planta baixa destaca pel gran portal adovellat d'arc de mig punt amb unes dovelles de gran mida molt ben escairades. Aquest està flanquejat per dues finestres quadrangulars, amb llinda, muntants de pedra i cobertes amb una estructura d'enreixat de ferro forjat imitant les tiges d'una planta. En la finestra de l'esquerra la llinda recull la data gravada de 1595. A sobre d'aquesta finestra, com a element peculiar, cal destacar l'existència d'una làpida que conté una inscripció singular, projectada pel vicari Ramon Carles, als anys quaranta del segle xx, que diu:
DES · DE · PUIG · DE · FROU

DE · CARA · A · LA · NOSTRA · VALL

DIGUE · CARLES MANY 724-814

SEMBLA · LA · VALL · DELS · ANGELS

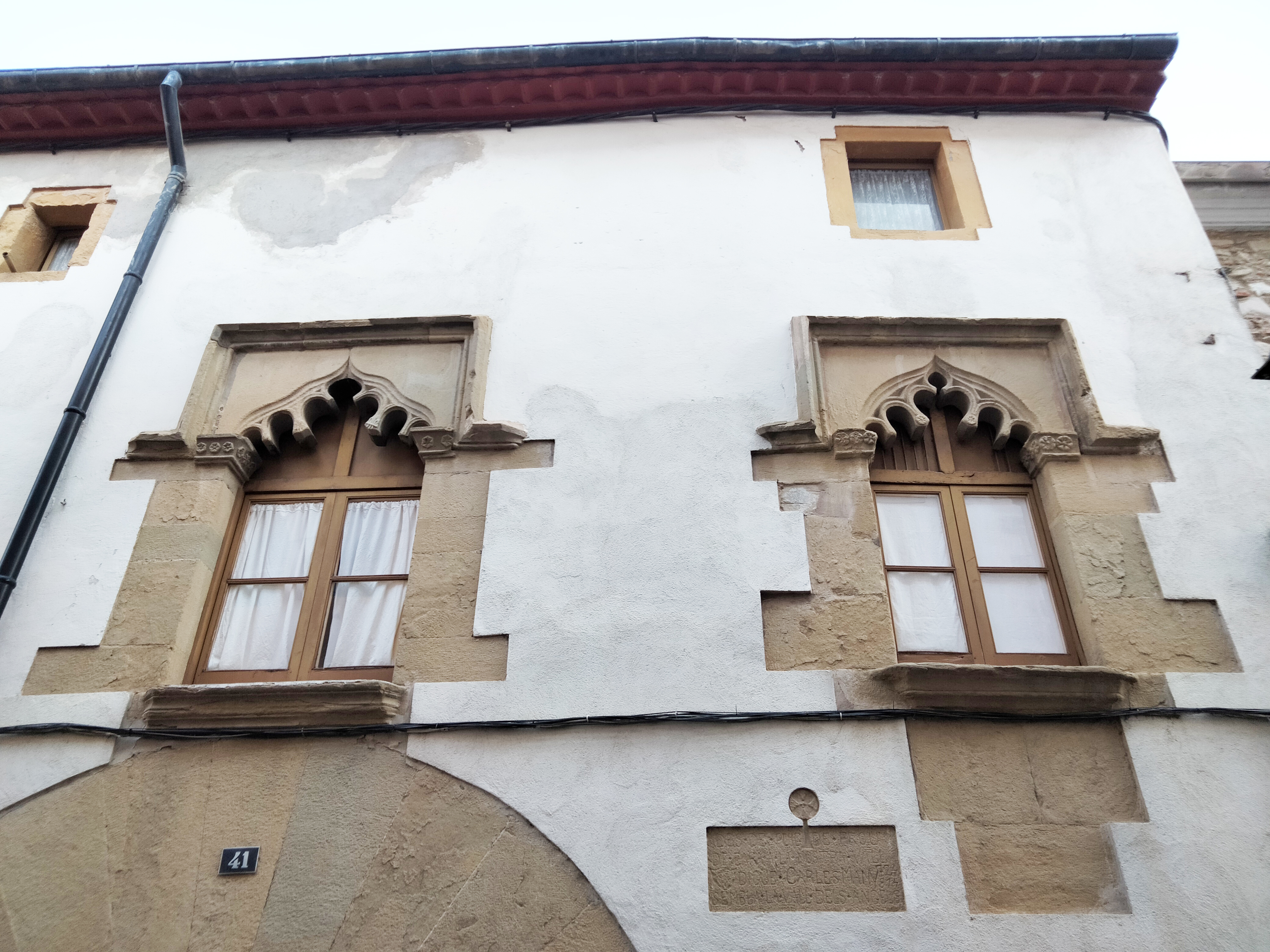
Detall de les finestres d'arc conopial del primer pis

Pel que fa al primer pis, aquest es tracta de la planta noble com molt bé ho acrediten les tres obertures majestuoses que aquí es concentren. Al centre hi ha una gran finestra d'arc conopial amb decoració lobulada i ondulada, amb muntants de pedra i ampit treballat. En ella destaca el treball de les impostes de l'arc amb uns minúsculs motius -rosetons- com el de l'emmarcament resolt amb un guardapols. A la dreta hi ha una finestra d'idèntica tipologia i proporcions que l'anterior. Ara bé, es diferencia de l'anterior en tres sentits. En primer lloc, la finestra és d'arc conopial amb decoració lobulada però no conté el complement de l'ondulació. En segon lloc, els motius de les impostes -rosetons- aquí són de mida sensiblement major. I en tercer lloc, sota de l'ampit treballat trobem la solució que consisteix a disposar tres pedres com a mesura de reforç i suport en el sosteniment de la pesant finestra. A l'esquerra, hi ha una gran finestra rectangular, amb llinda monolítica conformant un arc pla, muntants de pedra ben escairats i ampit treballat sota del qual es repeteix la mateixa solució que veiem en la finestra de l'esquerra i que consisteix a disposar tres pedres sota l'ampit com a mesura de reforç.
Finalment, hi ha el segon pis, el qual exerciria les tasques de golfes, projectat en la façana a través de dues petites obertures una de quadrada i l'altra de rectangular, emmarcades ambdues amb muntants de pedra.